# Jorge Dely Valdés
Jorge Dely Valdés (* 12. březen 1967) je bývalý panamský fotbalový útočník a reprezentant.

## Reprezentační kariéra
Jorge Dely Valdés odehrál v letech 1991–2005 za panamský národní tým celkem 48 reprezentačních utkání a vstřelil 19 gólů. S panamskou reprezentací se zúčastnil Zlatého poháru CONCACAF 2005.

## Statistiky
| Panama | Panama | Panama |
| Roky   | Záp.   | Góly   |
| ------ | ------ | ------ |
| 1991   | 1      | 0      |
| 1992   | 2      | 0      |
| 1993   | 0      | 0      |
| 1994   | 0      | 0      |
| 1995   | 2      | 0      |
| 1996   | 7      | 5      |
| 1997   | 0      | 0      |
| 1998   | 0      | 0      |
| 1999   | 1      | 1      |
| 2000   | 10     | 3      |
| 2001   | 8      | 7      |
| 2002   | 0      | 0      |
| 2003   | 0      | 0      |
| 2004   | 7      | 0      |
| 2005   | 10     | 3      |
| Celkem | 48     | 19     |